# Así es la vida (canción de Enrique Iglesias)
Así es la vida (estilizado en mayúsculas) es una canción del cantante español Enrique Iglesias con la argentina María Becerra, lanzado como sencillo el 28 de septiembre de 2023 y como sencillo del álbum Final, vol. 2 el 29 de marzo de 2024. Fue producido por Carlos Paucar y masterizado por Randy Merill. Maxim Bohichik dirigió el vídeo musical, que se lanzó el 5 de octubre de 2023, una semana después del lanzamiento de la canción.

## Letra
«Así es la vida» cuenta todos los amores que cambian con el paso del tiempo y un sufrimiento que provoca que lentamente se van apagando.  

## Videoclip
El videoclip fue estrenado en el canal de YouTube de Enrique Iglesias el 5 de octubre de 2023. Fue dirigido por Maxim Bohichik. Fue recreado como Pulp Fiction y fue rodado en algunos edificios en Madrid. 

## Lyric video
El lyric video se estrenó en el canal de YouTube de Enrique Iglesias como su canción original el 29 de septiembre de 2023. 

## Antecedentes
María Becerra anunció a través de sus perfiles la canción que se lanzará el 28 de septiembre de 2023.  

## Composición
La canción fue escrita por Enrique Iglesias, María Becerra, Descemer Bueno, Jean Carlos Hernández-Espinell y Omi Hernández y fue producida por Carlos Pascal.